# Szuach
Szuach (hebr. וְשׁ֑וּחַ) − postać biblijna ze Starego Testamentu, ósmy syn patriarchy Abrahama, a szósty pochodzący z jego małżeństwa z Keturą.